# Ormosia longipes
Ormosia longipes är en ärtväxtart som beskrevs av L.Chen. Ormosia longipes ingår i släktet Ormosia och familjen ärtväxter. Inga underarter finns listade i Catalogue of Life.